# Antonie Janisch
Antonie Janisch (magyarul: Janisch Antonie) (Bécs, 1848. május 9. – Bécs, 1920. október 12.) a bécsi Burgtheater (Várszínház) színésznője, főleg naiv és szentimentális szerelmes szerepekben tűnt fel. Apja Janisch Antal.

## Életpályája
Bécsben Franz Grillparzer Szapphó című drámájában játszotta a főszerepet 1867-ben, nem volt igazán sikeres még ekkor, Berlinbe ment, ott a királyi városi színházban játszott. 1869-ben a hamburgi Thália Színház igazgatója hívta meg szerepelni, itt nagy sikerei voltak. 1872-ben már felfigyelt rá a bécsi nemzeti színház híres rendezője, Franz von Dingelstedt is, s visszahívta Bécsbe, s Antonie Janisch elkötelezte magát a bécsi Várszínháznak.
1873 november 29-én férjhez ment, feleségül vette Ludwig Aloys von Arco auf Valley német diplomata, a pár Olaszországba, Egyiptomba utazott nászútra, így Antonie Janisch lemondott a művészeti pályafutásról, de ez nem tartott sokáig, mert házassága 1875 augusztus elsejével felbomlott. 1875-ben már újra szerepelt Szentpéterváron, majd visszatért a bécsi nemzeti színházhoz, ott maradt 1893-ig. Meghívták Németországba, Angliába és Amerikába is szerepelni, 1892-ben tért vissza Bécsbe. 1893-ban nyugdíjba vonult és a Bécs melletti Hütteldorfban (ma Bécs 14. kerületében van ez a hely) élt visszavonultan, itt hunyt el, de nem itt, hanem a Wiener Zentralfriedhofban (Bécsi Központi Temető) helyezték örök nyugalomra.

## Fordítás
- Ez a szócikk részben vagy egészben  az   Antonie Janisch című német Wikipédia-szócikk fordításán alapul.  Az eredeti cikk szerkesztőit annak laptörténete sorolja fel. Ez a jelzés csupán a megfogalmazás eredetét és a szerzői jogokat jelzi, nem szolgál a cikkben szereplő információk forrásmegjelöléseként.